# Línea Game Boy
La denominada familia Game Boy es una serie de consolas portátiles a pilas o a batería recargable desarrollada por Nintendo. Una de las series de videoconsolas portátiles más exitosas, con cerca de 200 millones de unidades vendidas mundialmente hasta el 30 de junio de 2008.
La Game Boy original y la Game Boy Color juntas vendieron 118.69 millones de unidades mundialmente. Hasta el 30 de junio de 2008 todas las versiones de Game Boy Advance vendieron 81.24 millones de unidades.

## Historia

### Game Boy (1989 - 1995)

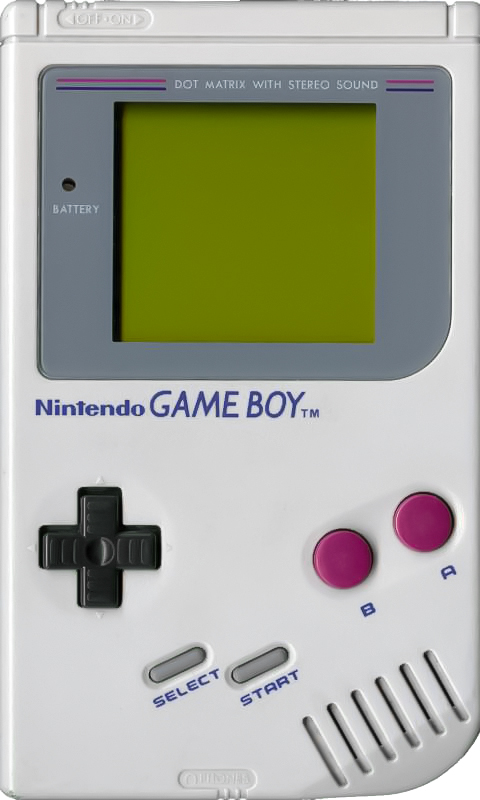
La Game Boy original.

La Game Boy original apareció por primera vez en Japón el 21 de abril de 1989. Basada en un procesador Z80, la videoconsola era de color gris claro con las aerografías en color azul, tenía una pantalla reflectiva LCD en verde y negro, un pad de ocho direcciones (cruceta) en color negra, dos botones de acción A y B en color granate púrpura, y los botones Start y Select en color gris. Usaba juegos de Media-ROM contenidos en pequeñas unidades de plástico llamadas cartuchos.
El juego que impulsó al éxito de la consola fue Tetris. Tetris era ya ampliamente popular y al llegar a las consolas portátiles podía jugarse en cualquier lugar. El lanzamiento del pack de Game Boy con el juego hizo que tanto niños como adultos quisieran comprar su propia Game Boy. La salida del juego Tetris de Game Boy está en el puesto #4 de "The 25 Smartest Moment in Gaming" según GameSpy.
La Game Boy original fue el primer sistema basado en cartuchos que soportó más de cuatro jugadores (con el puerto link, haciendo uso del cable link). Mediante esto podía soportar hasta 16 jugadores simultáneamente. De cualquier modo esta función sólo era soportada por el juego Faceball 2000.
La Game Boy Original en un principio tan solo tuvo un decorado aunque saldrían varias ediciones promocionales con aerografías de logotipos de diferentes empresas, consideradas por los coleccionistas como ediciones limitadas. A partir de 1995 se incorporaría la versión Play It Loud en varios colores.  

#### Play It Loud! (1995)

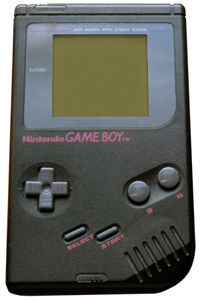
Game Boy Play It Loud! en color negro.

En 1995 Nintendo lanzó modelos edición especial de Game Boy en varios colores, con el motivo de la campaña "Play It Loud!". Estos colores eran bajo su denominación oficial: rojo radiante, amarillo brillante, verde precioso, negro profundo, azul cool (solo Europa), blanco tradicional (solo Europa y Japón), transparente alta tecnología y rosa perlado (Solo Japón muy limitada) en total ocho colores. Todas ellas a diferencia del modelo original se caracterizaban por tener el marco de la pantalla un poco menos oscuro, los botones en gris  y las aerografías en negro a excepción de la transparente y la negra que tenían las aerografías en un fucsia granate. Por otro lado sobre la base de estas consolas saldría algunas ediciones exclusivas como por ejemplo la Edición Limitada del Manchester United que salió exclusivamente en el Reino Unido.
Las especificaciones de este producto eran exactamente las mismas que la Game Boy original, hasta la pantalla monocromática. Esta nueva línea de colores se ha continuado en las siguientes consolas portátiles de Nintendo; la Game Boy Pocket, la Game Boy Color, la Game Boy Advance (incluyendo SP y a Micro), la Nintendo Dee, la Nintendo DS 1 y la Nintendo DSi. 

### Game Boy Pocket (1996 - 2000)

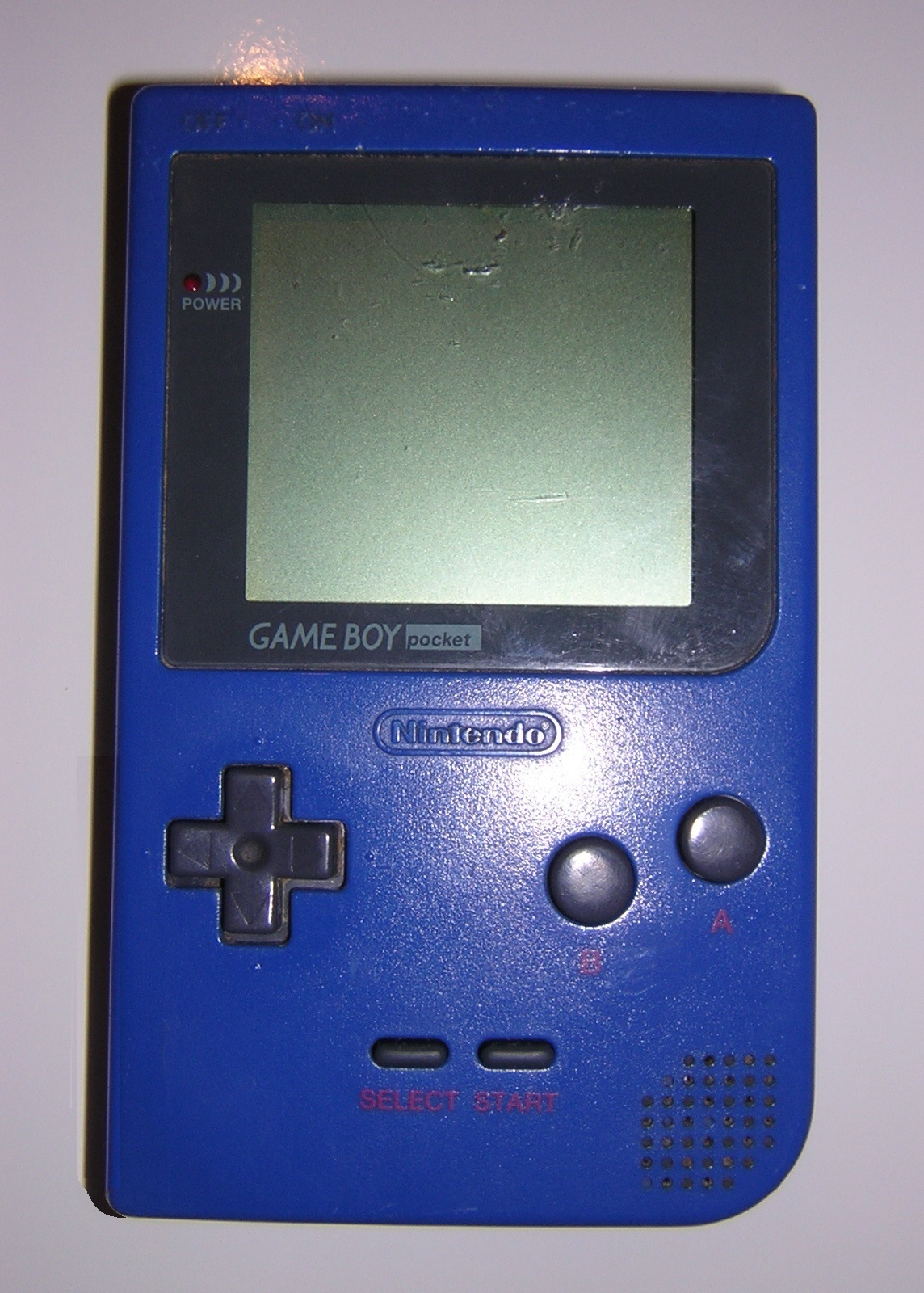
Game Boy Pocket color azul.

En 1996 Nintendo lanzó al mercado la Game Boy Pocket: una consola más pequeña, ligera y con menos consumo de energía. Usaba dos pilas AAA que proporcionaban 10 horas de juego. La Pocket tenía un puerto link más pequeño, por lo que necesitaba un adaptador para conectarse con la Game Boy original. Este diseño de puerto se usó en los sucesivos modelos de Game Boy, excepto en la Game Boy Micro. La pantalla fue sustituida por un display monocromático en blanco y negro, sustituyendo el anterior verde y negro. La primera versión era de color plata y no tenía el led que indicaba el nivel de batería. Este aspecto fue pronto corregido debido a exigencias del público, junto al lanzamiento de Game Boy Pocket de distintos colores, algunos de estos nuevos en la línea de la Game Boy original. Aparecieron varias ediciones limitadas de Game Boy Pocket incluyendo un Blue Ice Metallic y un modelo en rosa exclusivo para Japón. Game Boy Pocket no tuvo juegos exclusivos, usaba los mismos juegos de la Game Boy original.

### Game Boy Light (Japón, 1998)

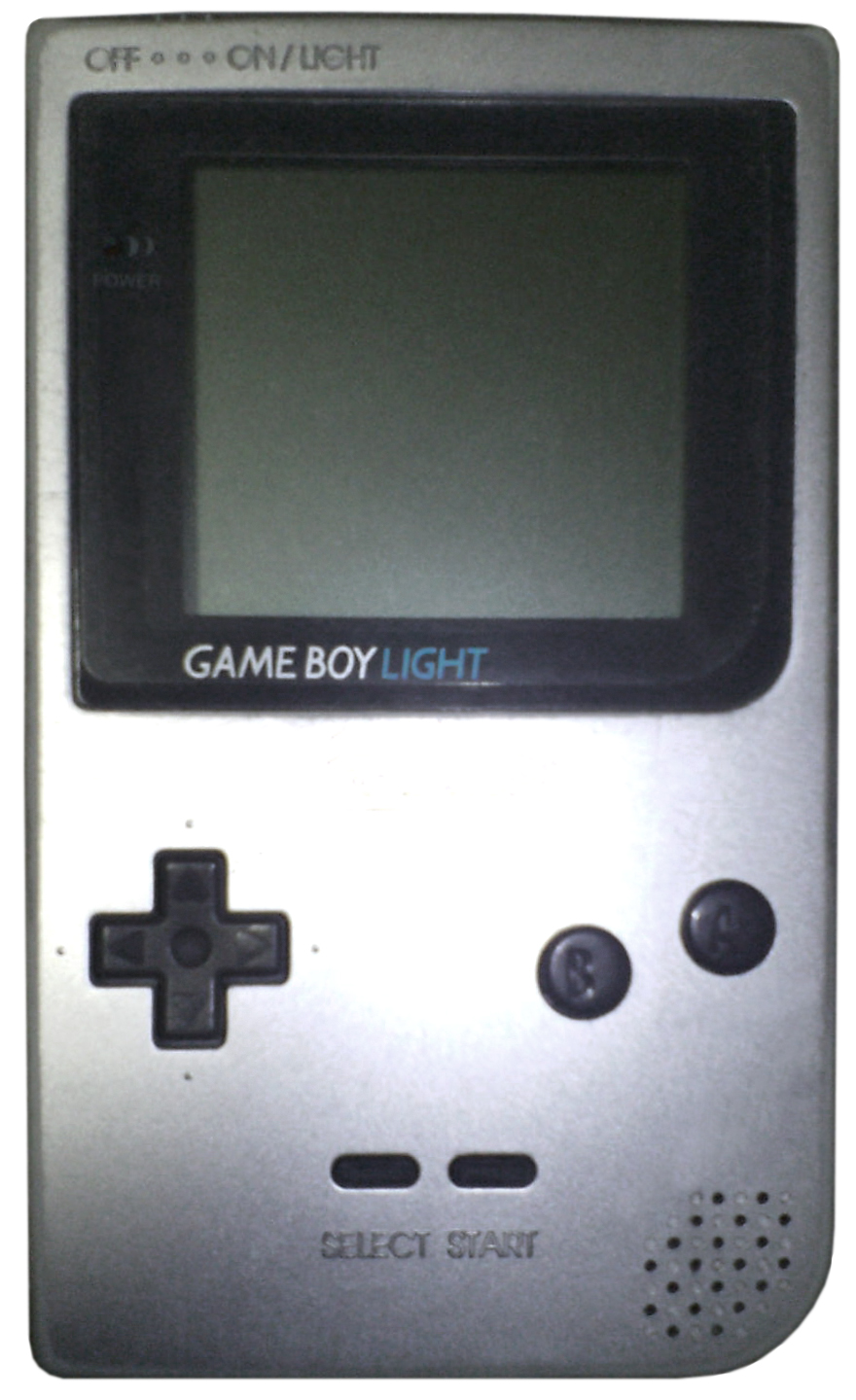
Game Boy Light

La Game Boy Light sólo se distribuyó en Japón durante 1998. Era casi del mismo tamaño que la Pocket y además contaba con una pantalla retroiluminada. Usaba 2 pilas AA que le daban 20 horas de juego con la luz apagada y 12 con la luz encendida.
Por un tiempo fue la versión de Game Boy más rara fuera de Japón, pero gracias a Internet estuvo más disponible en otros lugares. Fue la única consola portátil de Nintendo que tenía pantalla con retroiluminación hasta la producción de la Game Boy Advance SP en 2003. Su sucesora la Game Boy Color saldría al mercado sólo seis meses después.

### Game Boy Color (1998 - 2003)

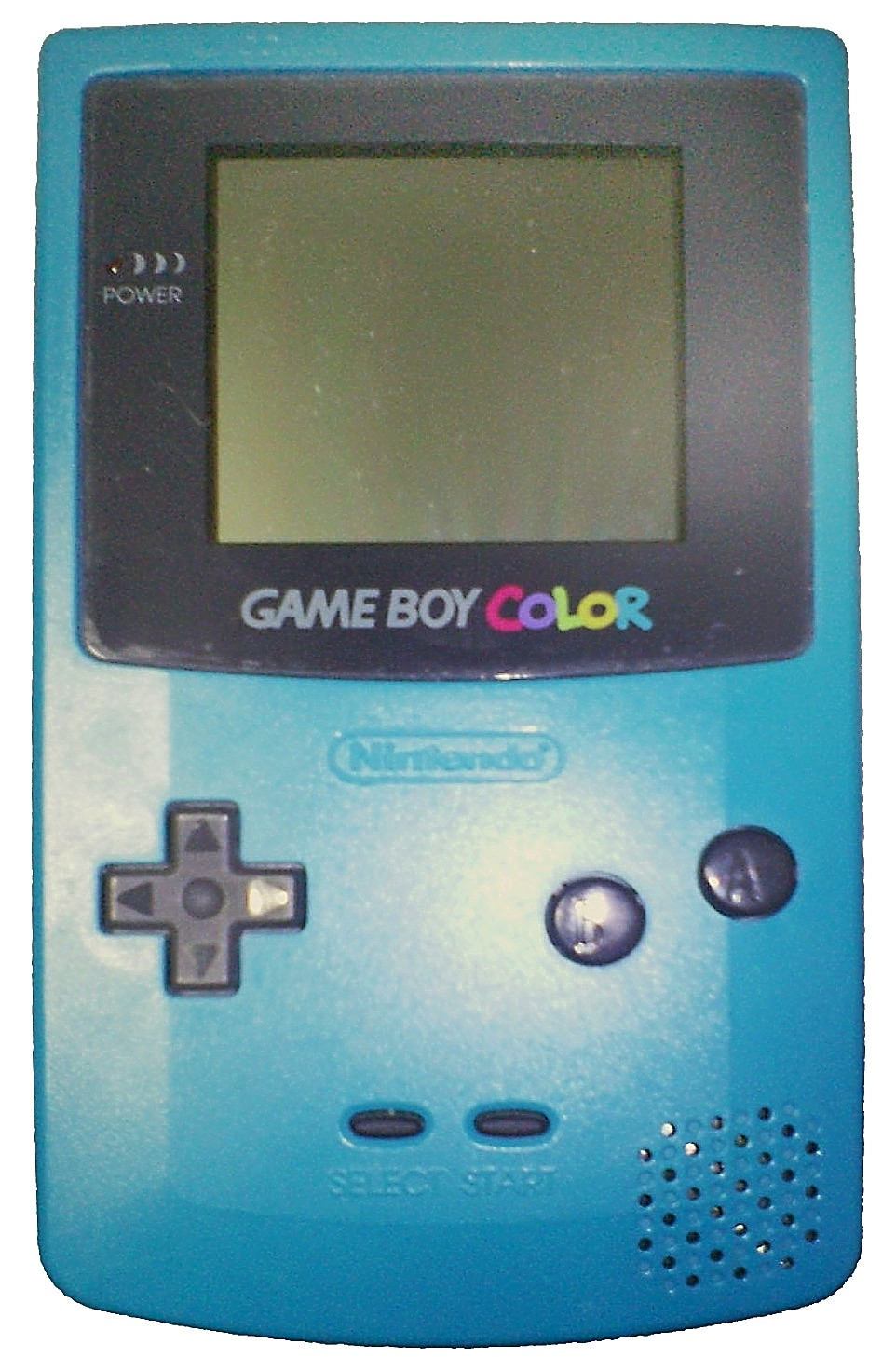
Game Boy Color

Lanzada al mercado el 21 de octubre de 1998, la Game Boy Color agregó una pantalla en color y sus dimensiones eran ligeramente mayores que la Game Boy Pocket. Tenía además doble velocidad de procesamiento, una memoria 4 veces mayor que la Game Boy original y un puerto infrarrojo. Tecnológicamente era como la Consola de videojuegos NES de 1983.
Su mayor virtud fue su compatibilidad con los cartuchos de las Game Boy anteriores y hasta poder jugarlos con cierta variedad de colores. Esta compatibilidad se convirtió en la característica esencial en la familia Game Boy, y trajo una gran competencia con lo distintos sistemas del mercado. Los cartuchos especialmente diseñados para la Game Boy Color no podían jugarse en los modelos anteriores de Game Boy , excepto los cartuchos de color negro, aunque físicamente eran del mismo tamaño y forma.
Pokémon llegaría en esta generación a América y sería el título que llevaría a la gloria a la Game Boy Color, Pokémon se convertiría en poco tiempo en el juego más popular de todos los tiempos para los portátiles de Nintendo, a semejanza de las series de Super Mario para las consolas caseras, por lo que se hicieron varias Game Boy Color con diseños especiales de Pokémon, como la Game Boy Color con carcasa Amarilla frontal y trasero Azul, la Game Boy Color GS y una edición muy rara color verde agua traslúcido y trasero color hueso o crema, todas estas versiones tenían diversos Pokémon alrededor de la pantalla.

### Game Boy Advance (2001 - 2006)

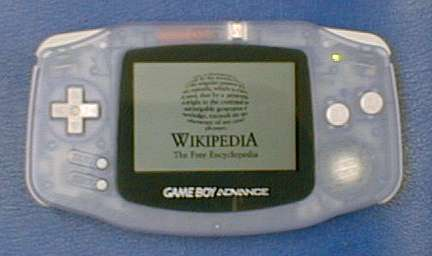
GBA color clásico

En 2001 aparece en Japón una nueva portátil de la familia Game Boy, denominada Game Boy Advance o GBA. Tenía 32 bit y 16.8 MHz ARM. Incluía también un procesador Z80 para la compatibilidad con juegos de Game Boy y Game Boy Color, y una pantalla más grande y con más resolución. Los controles fueron un poco modificados y se le añadieron los botones laterales "L" y "R". Técnicamente era como la SNES y contaba con juegos de la SNES como Earthworm Jim. También fue dotada de una pantalla de mayor resolución y relación de aspecto panorámico. La GBA fue altamente criticada debido a que no contaba con retroiluminación en la pantalla lo que hacía que fuese difícil de ver en ciertas condiciones. Los GamePak para GBA eran la mitad de largos que los cartuchos convencionales, lo que hacía que al usar los antiguos, estos sobresalieran bastante de la ranura. Al jugar con juegos antiguos existía la opción de jugarlos con la resolución original y tener un borde oscuro alrededor o de jugarlos a pantalla completa lo que hacía que la imagen se viera más ancha debido al tamaño de la pantalla de la GBA.

### Game Boy Advance SP(2003 - 2008)

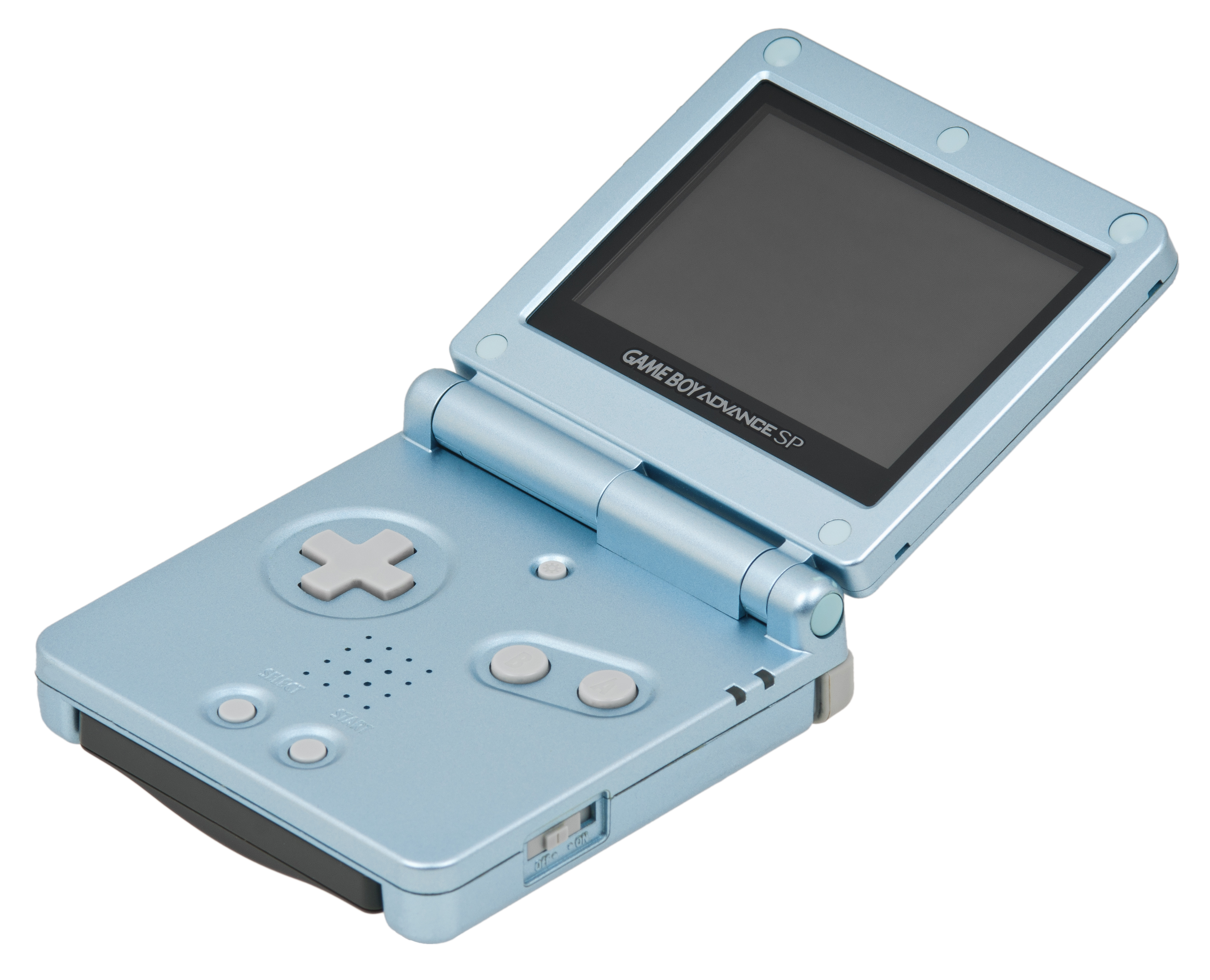
GBA SP

Apareció por primera vez el 14 de febrero del 2003, la Game Boy Advance SP - modelo AGS 001 - resolvió varios problemas del modelo original de GBA. Su más notable característica es su modelo "Clamshell" con una pantalla que se levantaba, un interruptor para encender la luz frontal (no retroiluminación) y una batería interna recargable. en ciertas regiones podías cambiar tu Game Boy Advance y la diferencia de dinero y adquirir una SP. A mediados de septiembre de 2005, Nintendo hizo una mejora considerable en el modelo SP, extraoficialmente llamado Mark II o GBA SP + en Norteamérica y oficialmente en Nintendo modelo AGS 101, que contaba con una retroiluminación de alta calidad reemplazando la luz fronal interna, similar a la de la Game Boy Micro.

### Game Boy Micro(2005 - 2008)

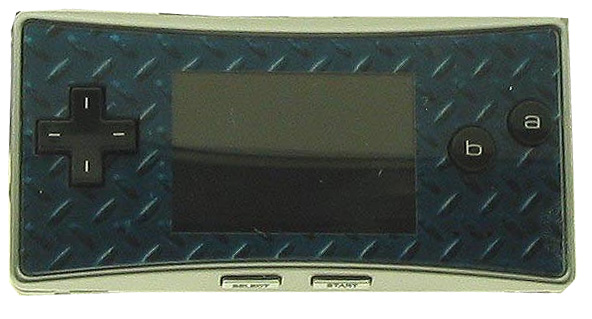
Game Boy Micro

Tercera variante del sistema Game Boy Advance, la Game Boy Micro mide 4 pulgadas de largo (10 cm), 2 pulgadas de ancho (5 cm) y pesa 80 g. Con diferencia es la Game Boy más pequeña que se ha creado, a diferencia de que la Game Boy Advance es mucho mejor, teniendo aproximadamente las mismas dimensiones del control de NES. Su pantalla es un poco más pequeña que la de la Game Boy Advance y la SP, aunque mantiene la misma resolución (240 x 160 píxeles), pero cuenta con una retroiluminación de más alta calidad (más que el SP) y con ajuste de brillo. En Estados Unidos y Canadá venía con dos carátulas extra para darle un look diferente. Nintendo of America puso a la venta más carátulas que se podían conseguir en la tienda en línea. En Europa incluía sólo una. La Game Boy Micro es incapaz de leer cualquier título de Game Boy o Game Boy Color, sólo lee títulos de Game Boy Advance.
Con esta portátil llegaría el final de la línea Game Boy dejando terreno libre a Nintendo DS la cual apareció en 2004 como una tercera consola de Nintendo sin propósitos de sustituir a la Game Boy Advance SP, sin embargo la capacidad de Nintendo DS era superior a la de GBA y semejante a la de Nintendo 64, contaba con dos pantallas en color retroiluminadas una de ellas táctil, conectividad inalámbrica Wi-Fi y capacidad para reproducir juegos de GBA lo cual dejaba completamente obsoleto al Game Boy Advance, concluyendo así casi 20 años de Game Boy.

## Cartuchos

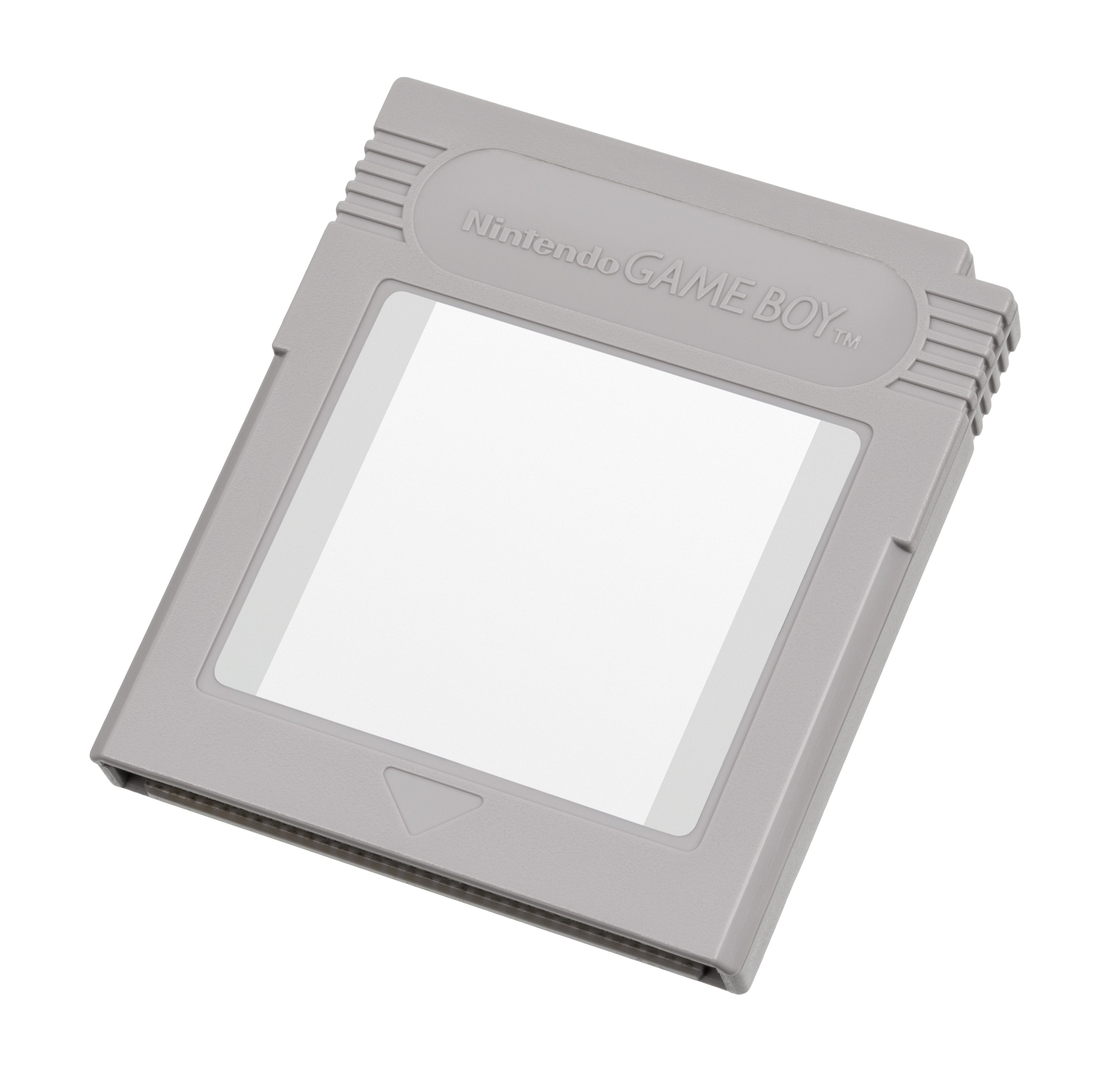
Cartuchos grises

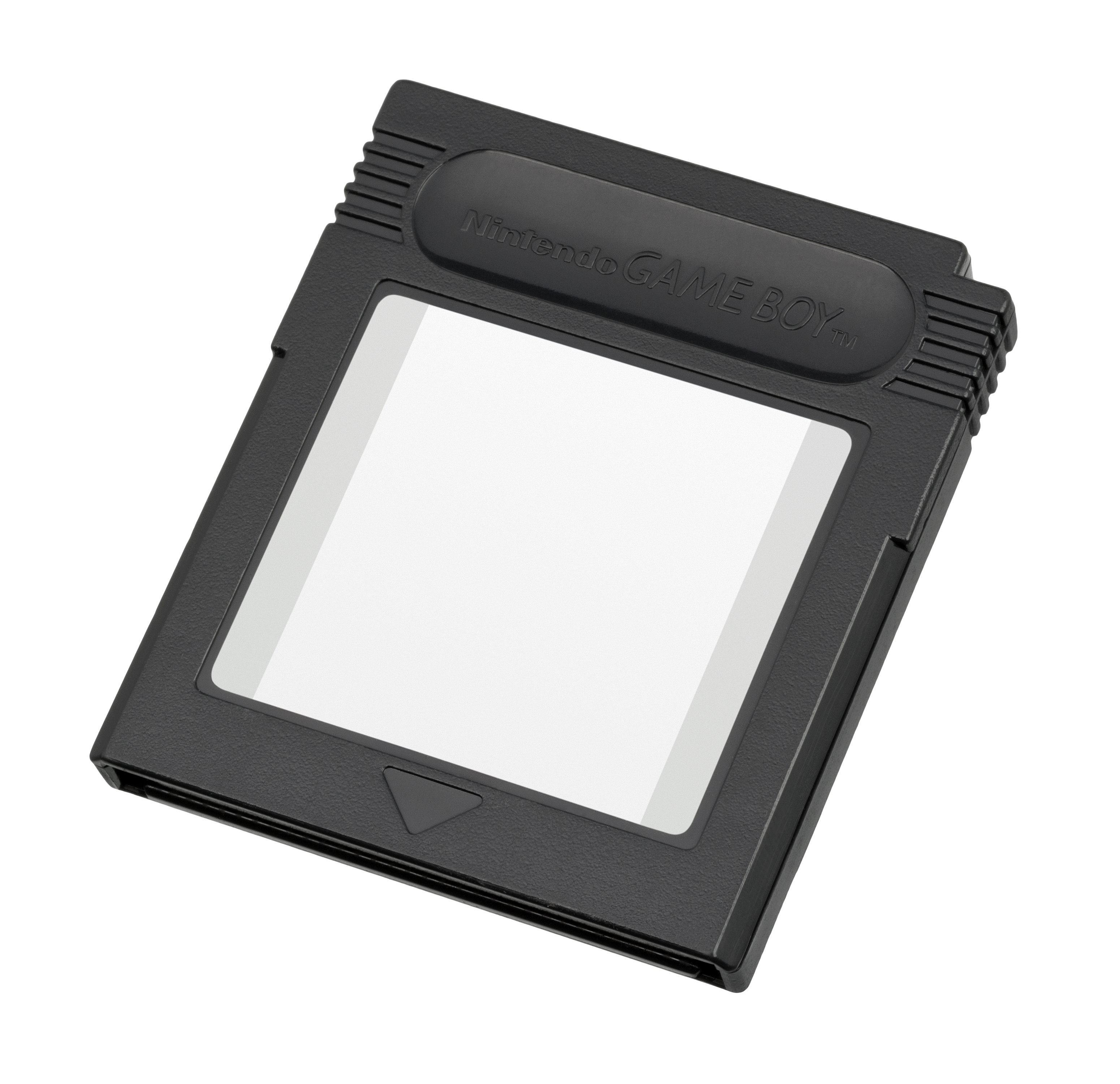
Cartuchos negros

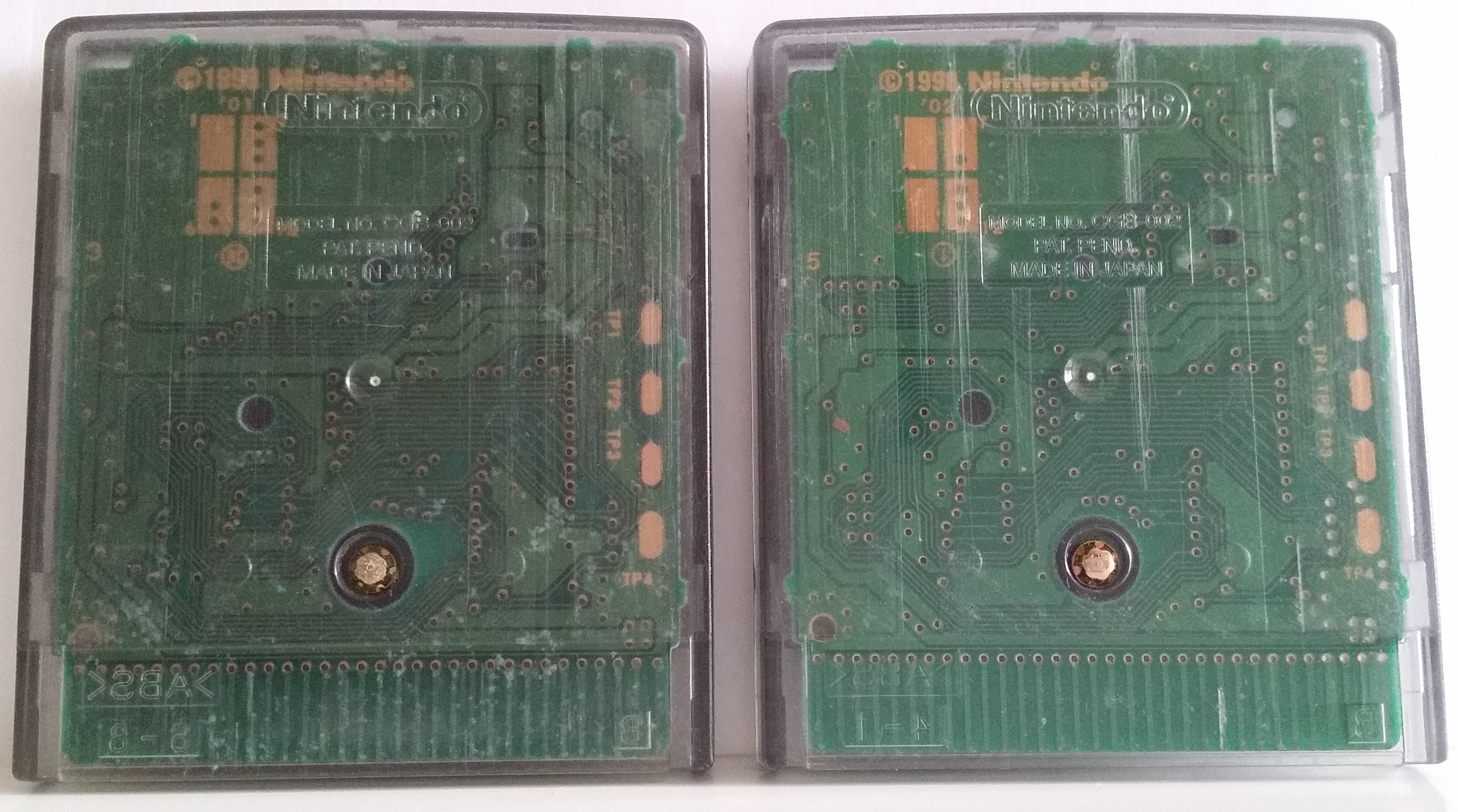
Cartuchos claros o traslucidos

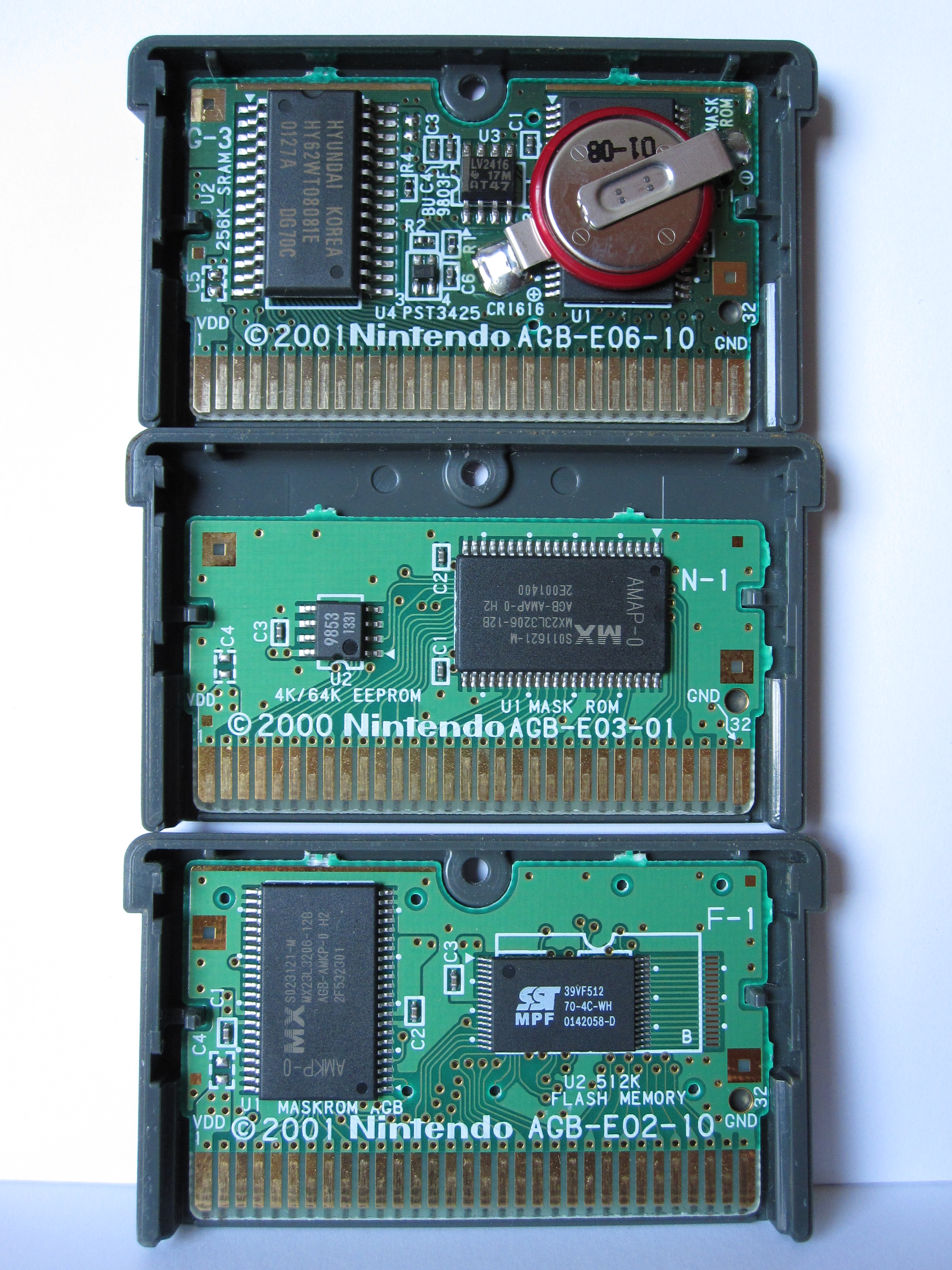
Cartuchos de Game Boy Advance

Cada videojuego se almacena en un cartucho de plástico (o "juego"), ya que este oficialmente a si se refiere). Todos los cartuchos, excepto los de Game Boy Advance, miden 5,8 por 6,5 cm. El cartucho ofrece el código y los datos de los juegos a la consola de la CPU. Algunos cartuchos incluyen una pequeña batería con SRAM, chips de memoria flash o EEPROM que permite que los datos de los juegos se guardaran cuando la consola está apagada. Si la batería muere en un cartucho y, a continuación, guardas los datos, se perderán, sin embargo es posible reemplazar la batería con una batería nueva. Para ello, el cartucho debe ser desatornillado, abrirlo, y reemplazar la batería antigua.
El cartucho se inserta en la ranura de cartuchos de la consola. Si el cartucho se extrae con el botón de encendido en la posición "on", la Game Boy no se reinicia automáticamente, el juego se bloquea. La Game Boy puede presentar un comportamiento inesperado, como filas de ceros que aparezcan en la pantalla, el sonido que permanece en la misma altura como fue emitida el instante del juego se retiró, los datos guardados puede estar dañados, y el hardware también puede estarlo. Esto se aplica a la mayoría de consolas de videojuegos que utilizan cartuchos.
El interruptor de encendido de la Game Boy original fue diseñado para evitar que el jugador pueda extraer el cartucho mientras la videoconsola está encendida. 
Cuando un antiguo juego de Game Boy o Game Boy Color fuera insertado en la ranura del cartucho de la Game Boy Advance, el interruptor debía presionarse hacia abajo para que se iniciase un menú permitiendo elegir entre modo Game Boy Color y Game Boy.
Excluyendo las variaciones específicas de juego, hay cuatro tipos de cartuchos compatibles con los sistemas Game Boy;
- Cartuchos grises: son compatibles con todos los sistemas Game Boy, excepto Game Boy Micro. Todos los juegos de la Game Boy original son de este tipo. Algunos de estos son de otros colores entre ellos se encuentran colores como el rojo o el azul de Pokémon Rojo y Azul respectivamente, o el amarillo para la serie Donkey Kong Land y para el juego Pokémon Amarillo. Los juegos de estos cartuchos están programados en blanco y negro. Game Boy Color y los demás sistemas tienen paletas de color selecionables para estos.

- Cartuchos negros: son compatibles con todos los sistemas Game Boy, excepto Game Boy Micro. Aunque los juegos de estos cartuchos están programados en color, se pueden reproducir en monocromo en Game Boy, Game Boy Pocket, Game Boy Light y en Super Game Boy. Ejemplos de cartucho color negro: Wario Land II , The Legend of Zelda: Link's Awakening, y Tetris DX fueron a todo color. Aproximadamente una cuarta parte de los juegos creados para Game Boy Color se usaron cartuchos negros. Excepciones a estos cartuchos son los de color oro y plata para Pokémon Oro y Plata, respectivamente.

- Cartuchos claros o traslucidos: fueron lanzados en su momento exclusivamente para Game Boy Color, no son reconocidos por la Game Boy original, Game Boy Pocket, Super Game Boy y Game Boy Micro. El cartucho es diferente a los cartuchos anteriores ya que en la parte superior cuenta con un relieve emergente (abombado) y no dice Nintendo Game Boy simplemente dice Game Boy Color, el cartucho es completamente rectangular sin la ranura para el seguro del interruptor de la Game Boy original, por lo que una Game Boy original no puede ser encendida con un cartucho de Game Boy Color dentro ya que el mismo cartucho genera una barrera física en el interruptor de encendido. Algunos juegos por ejemplo son Pokémon Crystal, Super Mario Bros. Deluxe, Mario Tennis, etc. El cartucho de Pokémon Cristal, perteneciente a este grupo, es un caso especial cuyo plástico era de un azul translúcido con purpurina. Alrededor de tres cuartas partes de los lanzamientos desarrollados para Game Boy Color pertenecen a este tipo y fueron exclusivos de este modelo en su lanzamiento.

- Cartuchos Advance: Estos cartuchos funcionan única y exclusivamente con Game Boy Advance, Game Boy Advance SP, Game Boy Micro, Nintendo DS, Nintendo DS Lite y el accesorio Game Boy Player para Nintendo GameCube (similar a Super Game Boy para SNES). Estos miden 5,6cm x 3,3cm. Estos cartuchos son la mitad de largos aunque igualmente anchos que los cartuchos anteriores y son de un color gris oscuro aunque los hay color rojo azul y verde traslúcido para las versiones Rubí, Zafiro y Esmeralda de Pokémon, además de la versión especial de Yoshi's Universal Gravitation (que al poseer un sensor de movimiento en su interior, su tamaño crece 1 cm hacia arriba, midiendo 5,6 cm x 4,4 cm). También, en la serie Boktai, se incluyeron cartuchos transparentes al poseer sensor solar en su interior. En la parte superior cuentan con la leyenda Game Boy Advance y son los últimos cartuchos que se produjeron ya que fueron sustituidos por los cartuchos para Nintendo DS.

## Comparación
| Familia de productos  | Game Boy Advance | Game Boy Advance | Game Boy Advance | Game Boy | Game Boy                                                                                             | Game Boy                                                                                             | Game Boy                                                                                             |
| Nombre                | Game Boy Micro | Game Boy Advance SP | Game Boy Advance | Game Boy Color | Game Boy Light                                                                                       | Game Boy Pocket                                                                                      | Game Boy                                                                                             |
| Logo                  | | | | | | | |
| --------------------- | --- | --- | --- | --- | --- | --- | --- |
| Consola               | | | | | | | |
| Código                | OXY-001 | AGS-001 - AGS-101 | AGB-001 | CGB | MGB-101                                                                                              | MGB-001                                                                                              | DMG(-01)                                                                                             |
| En producción         | Descatalogado | Descatalogado | Descatalogado | Descatalogado | Descatalogado                                                                                        | Descatalogado                                                                                        | Descatalogado                                                                                        |
| Generación            | Sexta generación | Sexta generación | Sexta generación | Quinta generación                                                                                                   | Cuarta generación                                                                                    | Cuarta generación                                                                                    | Cuarta generación                                                                                    |
| Fecha de lanzamiento  | - URU 22 de marzo de 2004 - JP 13 de septiembre de 2005 - NA 19 de septiembre de 2005 - AUS 3 de noviembre de 2005 - EU 4 de noviembre de 2005            | - JP 14 de febrero de 2003 - NA 23 de marzo de 2003 - PAL 28 de marzo de 2003                                                                             | - JP 21 de marzo de 2001 - NA 11 de junio de 2001 - PAL 22 de junio de 2001                                                                               | - JP 21 de octubre de 1998 - NA 18 de noviembre de 1998 - PAL 23 de noviembre de 1998 - AUS 27 de noviembre de 1998 | - JP 14 de abril de 1998                                                                             | - JP 21 de julio de 1996 - NA 3 de septiembre de 1996 - PAL 1996                                     | - JP 21 de abril de 1989 - NA Agosto de 1989 - EU 28 de septiembre de 1990                           |
| Precio de lanzamiento | ¥12,000 US$99.99 €99.99 A$? | ¥12,500 US$99 €129.99 A$199.99 | ¥9,800 US$149.99 €109,99 A$? | ¥8,900 US$79.95 A$?                                                                                                 | ¥6,800                                                                                               | ¥6,800 US$59.95 A$?                                                                                  | ¥12,800 US$89.95 A$?                                                                                 |
| Unidades vendidas     | Mundial: 81.51 millones (al 31 de diciembre de 2013). | Mundial: 81.51 millones (al 31 de diciembre de 2013). | Mundial: 81.51 millones (al 31 de diciembre de 2013). | Mundial: 118.69 millones (al 31 de diciembre de 2013)                                                               | Mundial: 118.69 millones (al 31 de diciembre de 2013)                                                | Mundial: 118.69 millones (al 31 de diciembre de 2013)                                                | Mundial: 118.69 millones (al 31 de diciembre de 2013)                                                |
| Juego más vendido     | Pokémon Rubí y Zafiro, 13 millones combinado (al 25 de noviembre de 2004)                                                                                 | Pokémon Rubí y Zafiro, 13 millones combinado (al 25 de noviembre de 2004)                                                                                 | Pokémon Rubí y Zafiro, 13 millones combinado (al 25 de noviembre de 2004)                                                                                 | Pokémon Oro y Plata, 23 millones combinado                                                                          | Tetris, 30.26 millones Pokémon Rojo y Azul, 23.64 millones aproximadamente (Al 18 de enero de 2009). | Tetris, 30.26 millones Pokémon Rojo y Azul, 23.64 millones aproximadamente (Al 18 de enero de 2009). | Tetris, 30.26 millones Pokémon Rojo y Azul, 23.64 millones aproximadamente (Al 18 de enero de 2009). |
| Pantalla              | 50,8 mm | 73,66 mm | 73,66 mm | 65,02 mm | 65,02 mm                                                                                             | 65,02 mm                                                                                             | 65,02 mm                                                                                             |
| Pantalla              | 240 × 160 px | 240 × 160 px | 240 × 160 px | 160 × 144 px | 160 × 144 px                                                                                         | 160 × 144 px                                                                                         | 160 × 144 px                                                                                         |
| Pantalla              | 511 colores en modo texto 32,768 colores en mapa de bits                                                                                                  | 511 colores en modo texto 32,768 colores en mapa de bits                                                                                                  | 511 colores en modo texto 32,768 colores en mapa de bits                                                                                                  | 10, 32 o 56 colores (de la paleta de 32,768 colores)                                                                | 4 tonos de "grises" (Verde olivo de brillante a oscuro (2-bit))                                      | 4 tonos de "grises" (Verde olivo de brillante a oscuro (2-bit))                                      | 4 tonos de "grises" (Verde olivo de brillante a oscuro (2-bit))                                      |
| Pantalla              | Retroiluminado - 5 niveles | Interruptor de luz frontal (AGS-001) Interruptor de retroiluminación normal/brillante (AGS-101)                                                           | Sin retroiluminación | Sin retroiluminación                                                                                                | Interruptor de retroiluminación                                                                      | Sin retroiluminación                                                                                 | Sin retroiluminación                                                                                 |
| Audio                 | 6 canales | 6 canales | 6 canales | 4 canales | 4 canales                                                                                            | 4 canales                                                                                            | 4 canales                                                                                            |
| Audio                 | Un parlante mono | | | | | | |
| Audio                 | Una ranura de auriculares (estándar) | Una ranura de auriculares (para auriculares especialmente diseñadas para GBA SP)                                                                          | Una ranura de auriculares (estándar) | Una ranura de auriculares (estándar)                                                                                | Una ranura de auriculares (estándar)                                                                 | Una ranura de auriculares (estándar)                                                                 | Una ranura de auriculares (estándar)                                                                 |
| Procesador            | ARM7TDMI de 32 bits a 16,7 MHz Zilog Z80 de 8bits a 4 u 8MHz para Game Boy y Game Boy Color, y como generador de tono para los juegos de Game Boy Advance | ARM7TDMI de 32 bits a 16,7 MHz Zilog Z80 de 8bits a 4 u 8MHz para Game Boy y Game Boy Color, y como generador de tono para los juegos de Game Boy Advance | ARM7TDMI de 32 bits a 16,7 MHz Zilog Z80 de 8bits a 4 u 8MHz para Game Boy y Game Boy Color, y como generador de tono para los juegos de Game Boy Advance | Zilog Z80 de 8bits a 4 u 8 MHz                                                                                      | Sharp LR35902 personalizado de 8bits a 4 MHz                                                         | Sharp LR35902 personalizado de 8bits a 4 MHz                                                         | Sharp LR35902 personalizado de 8bits a 4 MHz                                                         |
| Memoria               | 256 kB de RAM (fuera de CPU) 32 kB + 96 kB de VRAM (interna a la CPU)                                                                                     | 256 kB de RAM (fuera de CPU) 32 kB + 96 kB de VRAM (interna a la CPU)                                                                                     | 256 kB de RAM (fuera de CPU) 32 kB + 96 kB de VRAM (interna a la CPU)                                                                                     | 32 kB RAM 16 kB VRAM                                                                                                | 8 kB S-RAM (Puede extender hasta 32 kB) 8 kB VRAM                                                    | 8 kB S-RAM (Puede extender hasta 32 kB) 8 kB VRAM                                                    | 8 kB S-RAM (Puede extender hasta 32 kB) 8 kB VRAM                                                    |
| Soporte               | Cartuchos de Game Boy Advance (2-32 MB) | Cartuchos de Game Boy Advance (2-32 MB) Cartuchos de Game Boy Color Cartuchos de Game Boy (32 kB - 1 MB)                                                  | Cartuchos de Game Boy Advance (2-32 MB) Cartuchos de Game Boy Color Cartuchos de Game Boy (32 kB - 1 MB)                                                  | Cartuchos de Game Boy Color Cartuchos de Game Boy (32 kB - 1 MB)                                                    | Cartuchos de Game Boy (32 kB - 1 MB)                                                                 | Cartuchos de Game Boy (32 kB - 1 MB)                                                                 | Cartuchos de Game Boy (32 kB - 1 MB)                                                                 |
| Controles de entrada  | - D-pad - Botones A/B, L/R, y START/SELECT | - D-pad - Botones A/B, L/R, y START/SELECT | - D-pad - Botones A/B, L/R, y START/SELECT | - D-pad - Botones A/B y START/SELECT                                                                                | - D-pad - Botones A/B y START/SELECT                                                                 | - D-pad - Botones A/B y START/SELECT                                                                 | - D-pad - Botones A/B y START/SELECT                                                                 |
| Pilas                 | Batería 460 mAh de ion de litio - 10 horas | Batería 700 mAh de ion de litio - 18 horas (AGS-001 sin luz) - 10 horas (AGS-001 con luz)                                                                 | 2 AA - 15 horas (depende del volumen y del juego) | 2 AA - 30+ horas | 2 AA - 20 horas (sin luz) - 12 horas (con luz)                                                       | 2 AAA - 25 horas                                                                                     | 4 AA - 35 horas                                                                                      |
| Connectividad         | Cuarta generación de cableado | Tercera generación de cableado | Tercera generación de cableado | Segunda generación de cableado                                                                                      | Segunda generación de cableado                                                                       | Segunda generación de cableado                                                                       | Primera generación de cableado                                                                       |
| Connectividad         | No | No | No | Sensor infrarrojo                                                                                                   | No                                                                                                   | No                                                                                                   | No                                                                                                   |
| Peso                  | 80 gramos (2,82 oz) | 142 gramos (5,01 oz) | 140 gramos (4,94 oz) | 138 gramos (4,87 oz)                                                                                                | 190 gramos (6,70 oz)                                                                                 | 150 gramos (5,29 oz)                                                                                 | 394 gramos (13,9 oz)[cita requerida]                                                                 |
| Tamaño                | 101 milímetros (3,98 plg) W (ancho) 50 milímetros (1,97 plg) H (altura) 17,2 milímetros (0,68 plg) D (largo)                                              | 84 milímetros (3,31 plg) W 82 milímetros (3,23 plg) H 24 milímetros (0,94 plg) D                                                                          | 144 milímetros (5,67 plg) W 82 milímetros (3,23 plg) H 24,5 milímetros (0,96 plg) D                                                                       | 75 milímetros (2,95 plg) W 133 milímetros (5,24 plg) H 27 milímetros (1,06 plg) D                                   | 80 milímetros (3,15 plg) W 135 milímetros (5,31 plg) DH 29 milímetros (1,14 plg) D                   | 77,6 milímetros (3,06 plg) W 127,6 milímetros (5,02 plg) H 25,3 milímetros (1,00 plg) D              | 90 milímetros (3,54 plg) W 148 milímetros (5,83 plg) H 32 milímetros (1,26 plg) D                    |
| Colores y estilos     | Anexo:Colores y estilos de Game Boy | Anexo:Colores y estilos de Game Boy | Anexo:Colores y estilos de Game Boy | Anexo:Colores y estilos de Game Boy                                                                                 | Anexo:Colores y estilos de Game Boy                                                                  | Anexo:Colores y estilos de Game Boy                                                                  | Anexo:Colores y estilos de Game Boy                                                                  |
| Bloqueo regional      | No | No | No | No | No                                                                                                   | No                                                                                                   | No                                                                                                   |
| Lista de juegos       | Anexo:Videojuegos para Game Boy Advance | Anexo:Videojuegos para Game Boy Advance | Anexo:Videojuegos para Game Boy Advance | Anexo:Videojuegos para Game Boy Color                                                                               | Anexo:Videojuegos para Game Boy                                                                      | Anexo:Videojuegos para Game Boy                                                                      | Anexo:Videojuegos para Game Boy                                                                      |
| Retrocompatibilidad   | No | Game Boy Game Boy Color | Game Boy Game Boy Color | Game Boy | No                                                                                                   | No                                                                                                   | No                                                                                                   |

| Comparación de sistemas Game Boy |
| \| \| \| Comparando los distintos sistemas, de izquierda a derecha: Game Boy (1989), Game Boy Pocket (1996), Game Boy Color (1998), Game Boy Advance (2001), Game Boy Advance SP (2003), Game Boy Micro (2005) \| |
| Comparación de sistemas Game Boy |
| Comparando los distintos sistemas, de izquierda a derecha: Game Boy (1989), Game Boy Pocket (1996), Game Boy Color (1998), Game Boy Advance (2001), Game Boy Advance SP (2003), Game Boy Micro (2005)             |